# Alpy

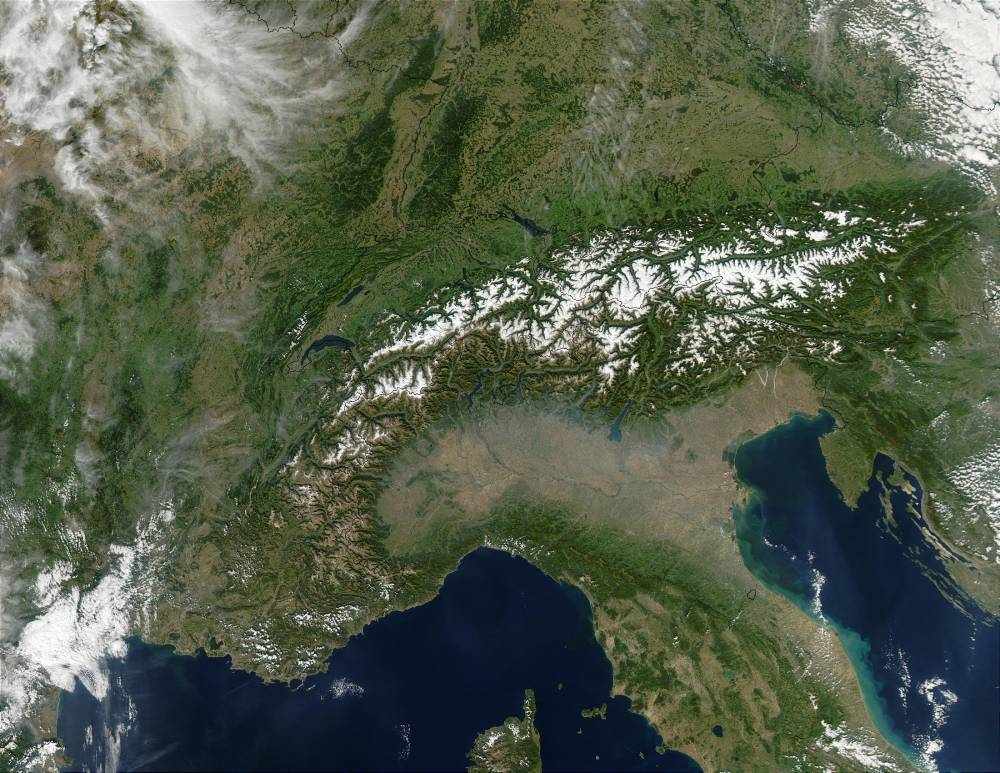
Zdjęcie satelitarne Alp

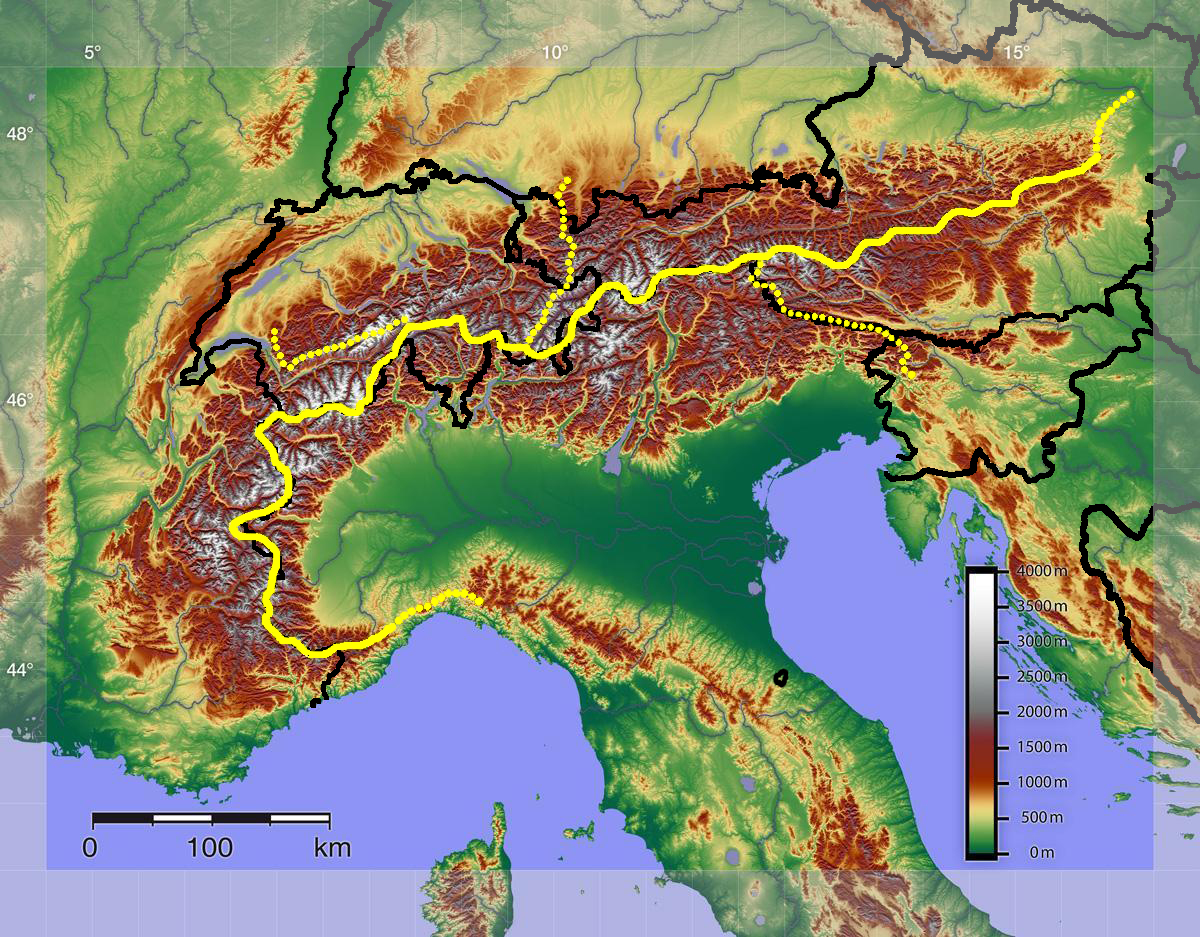
Grań główna Alp zaznaczona żółtą linią

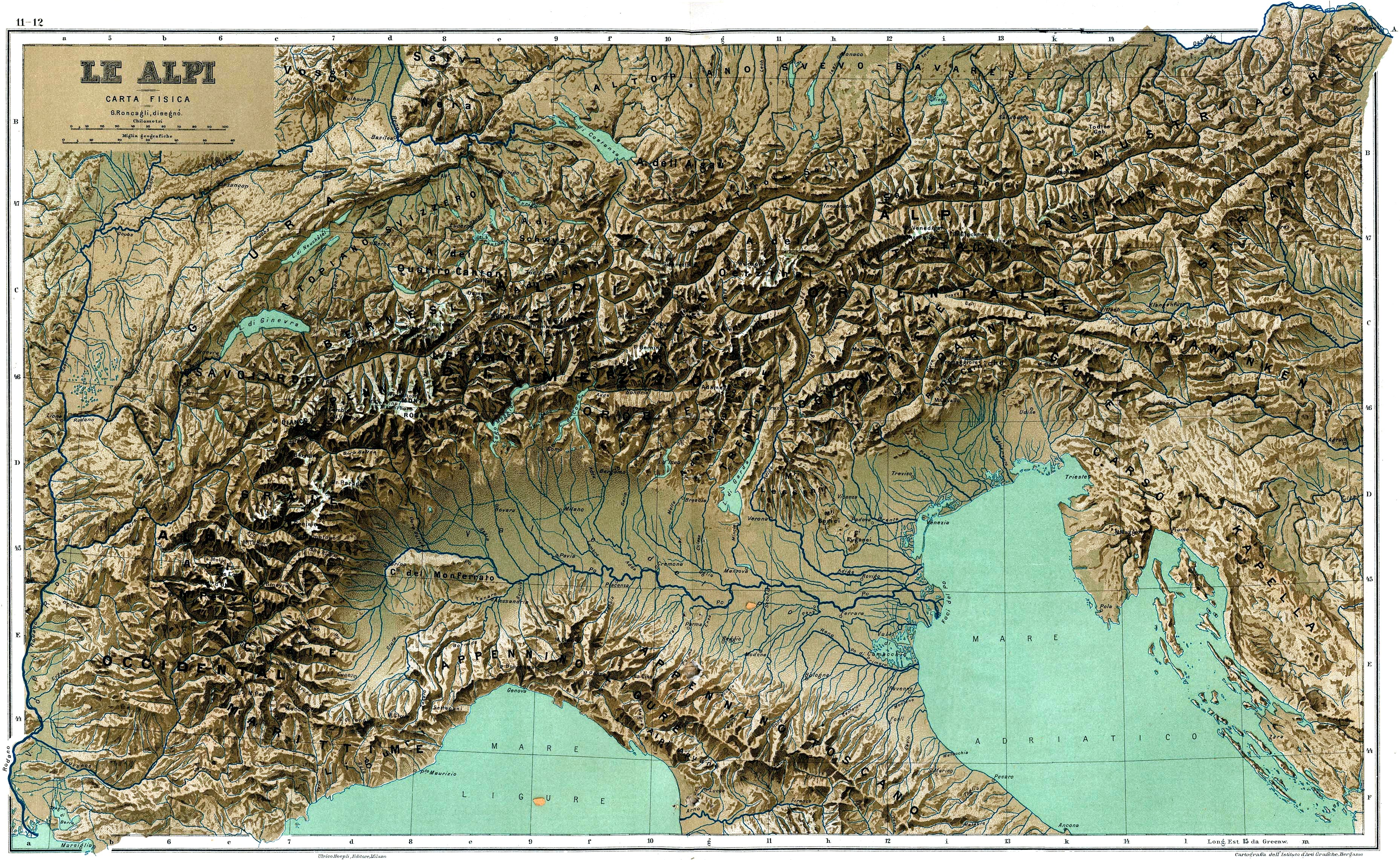
Alpy na włoskiej mapie z roku 1899

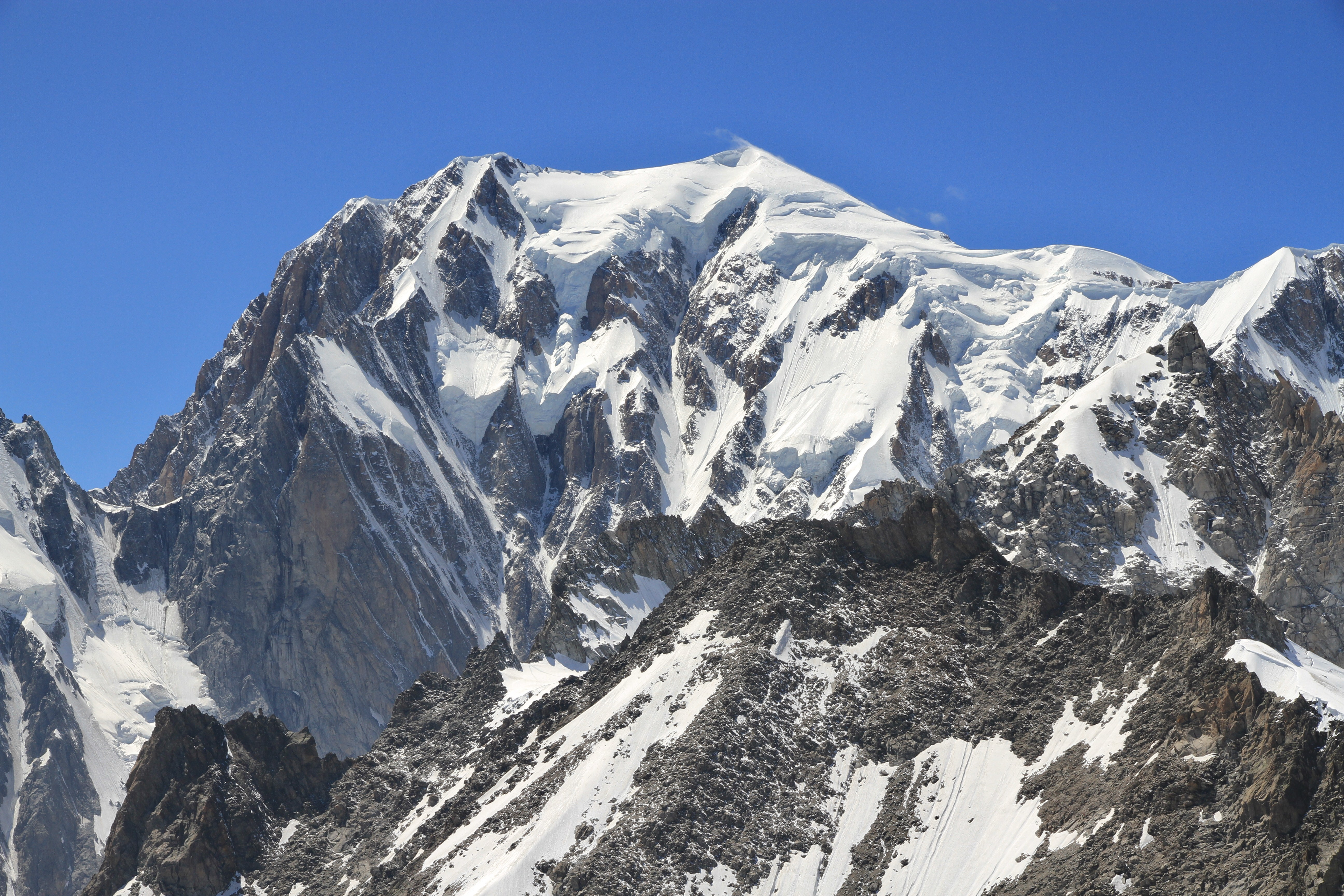
Mont Blanc

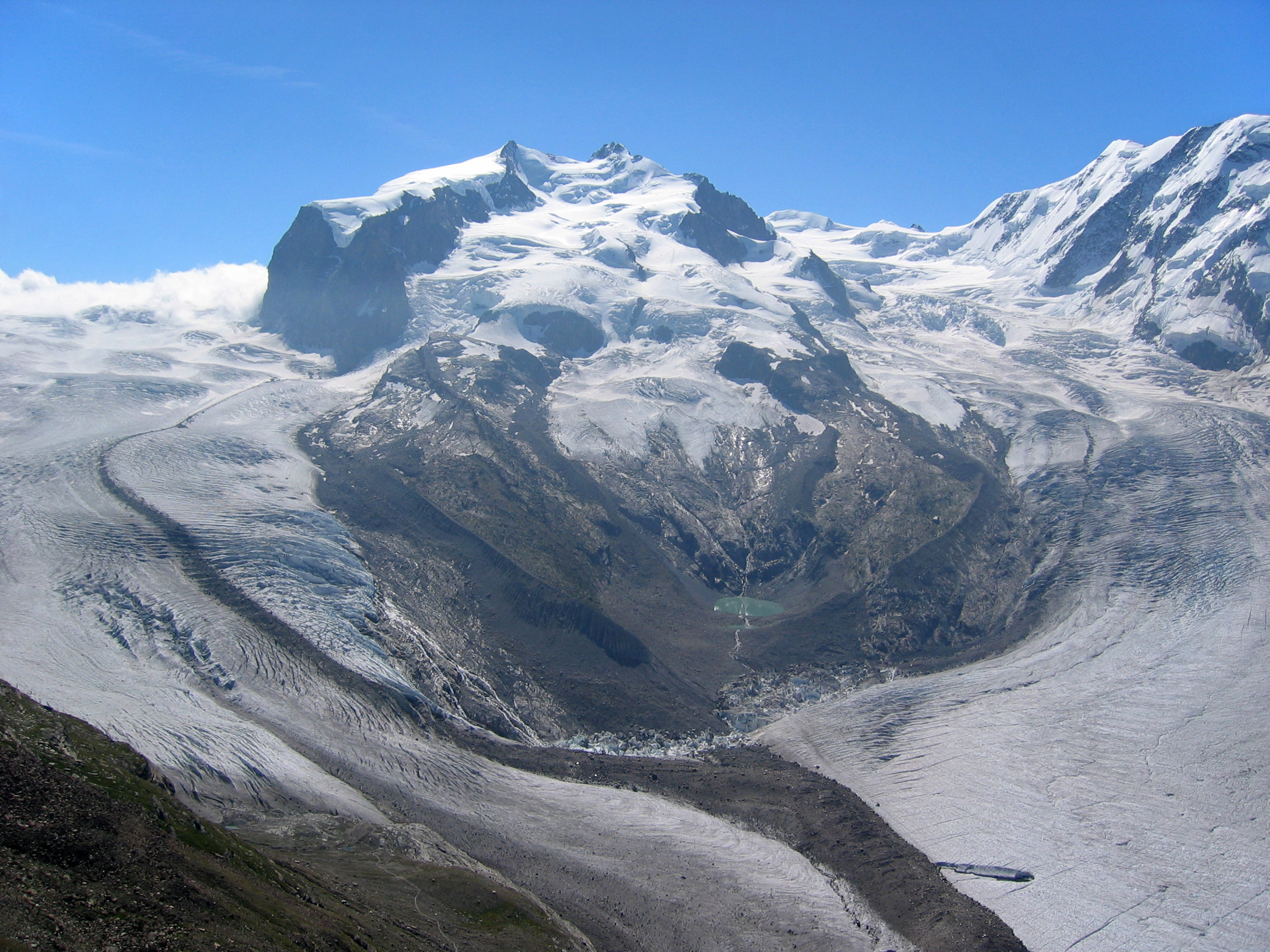
Masyw Monte Rosa ze szczytem Dufourspitze

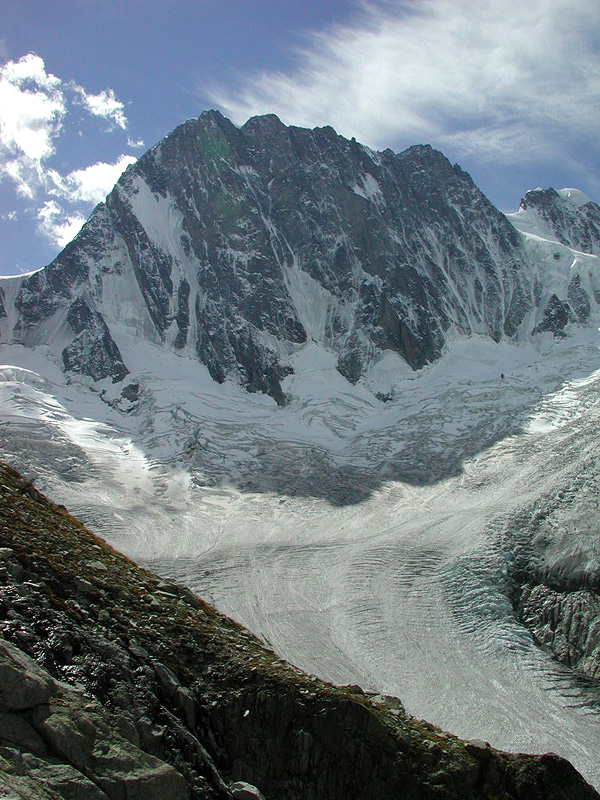
Grandes Jorasses

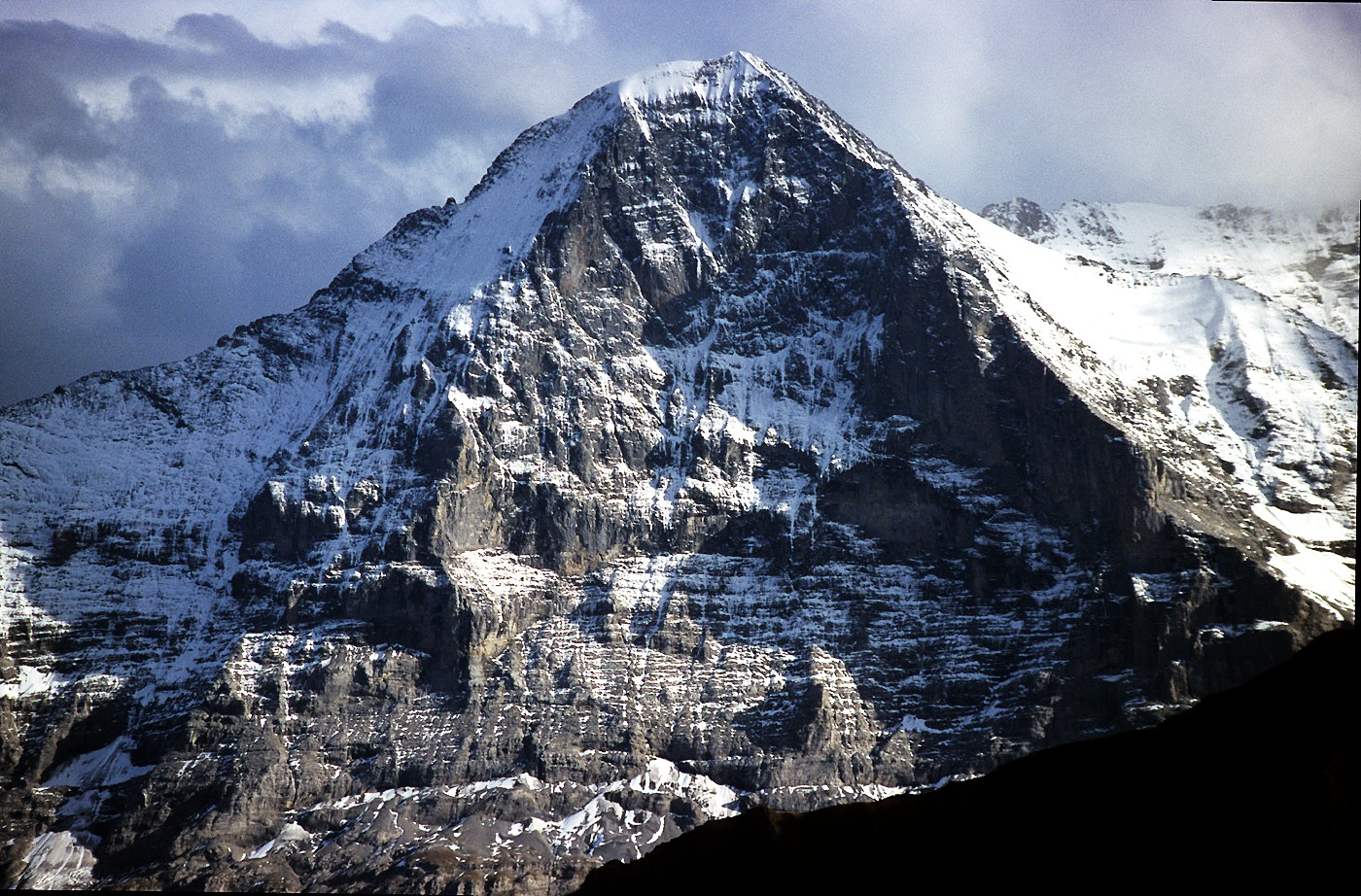
Eiger

Alpy (fr. Alpes, niem. Alpen, wł. Alpi, słoweń. Alpe, ret. Alps, łac. Alpes) – najwyższy łańcuch górski Europy, ciągnący się łukiem od wybrzeża Morza Śródziemnego w okolicy Savony po dolinę Dunaju w okolicach Wiednia. Łańcuch ma długość około 1200 km, szerokość od 150 do 250 km i zajmuje powierzchnię około 220 tys. km².
Grań główna Alp biegnie od przełęczy Bocchetta di Altare (dawna nazwa: Colle di Cadibona), która oddziela Alpy od Apeninów, najpierw w kierunku południowo-zachodnim, następnie północno-zachodnim, północnym i na najdłuższym odcinku w kierunku północno-wschodnim aż do Höflein an der Donau na północnym skraju Lasu Wiedeńskiego.
Najwyższym szczytem Alp, a zarazem całej Europy, jest położony na granicy francusko-włoskiej Mont Blanc (wł. Monte Bianco). Wznosi się na wysokość 4808 m n.p.m.
Alpy położone są na terytorium kilku państw europejskich, są to od południowego zachodu: Francja, Monako, Włochy, Szwajcaria, Liechtenstein, Niemcy, Austria, Słowenia, Węgry.

## Nazwa
Nazwy grecka i łacińska używane były w starożytności:
Herodot (V wiek p.n.e.)

Εκ δε της χώρας της κειμένης υπεράνω των Ομβρίκων ο Κάρπις και ο Άλπις, ρέοντες και ούτοι προς βοράν, εισβάλλουσιν εις αυτόν, διότι ο Ίστρος ρέει δι' όλης της Ευρώπης αρχόμενος εκ των Κελτών οίτινες μετά τους Κύνητας είναι οι τελευταίοι κάτοικοι της Ευρώπης προς δυσμάς· ρέων δε δι' όλης της Ευρώπης εισβάλλει εις την θάλασσαν πλαγίως της Σκυθικής.

Wergiliusz (I wiek p.n.e.)

adveniet iustum pugnae, ne arcessite, tempus,

cum fera Karthago Romanis arcibus olim

exitium magnum atque Alpes immittet apertas:

tum certare odiis, tum res rapuisse licebit.

nunc sinite et placitum laeti componite foedus.

Pompejusz Festus (ok. II w. n.e.)

Album, quod nos dicimus, a Graeco, quod est ἀλφόν, est appellatum. Sabini tamen alpum dixerunt. Unde credi potest, nomen Alpium a candore nivium vocitatum.

Powyższy cytat z Festusa mówi o pochodzeniu nazwy od bieli (śniegów).
Pochodzenie nazwy jest niepewne, niektórzy wiążą ją z celtyckim rdzeniem alb, oznaczającym „wysokość”, inni natomiast wskazują na łaciński przymiotnik albus – „biały”, co miało odnosić się do ośnieżonych szczytów Alp. Ta druga hipoteza jest wątpliwa, zważywszy, że na terenie całego łańcucha określenie „alp” odnosi się do wysokogórskich pastwisk (w Polsce nazywanych halami), a nie do szczytów górskich.

## Geologia
Alpy zostały wypiętrzone w orogenezie alpejskiej jako część większego systemu górskiego – łańcucha alpejsko-himalajskiego. Alpy mają budowę fałdowo-płaszczowinową. W krajobrazie wysokogórskim dominują strzeliste szczyty, kotły polodowcowe oraz doliny U-kształtne.

## Klimat
Alpy leżą na pograniczu dwóch stref klimatycznych. Skłon zachodni i północny pozostaje pod wpływem klimatu umiarkowanego, skłon południowy – podzwrotnikowego. Średnia temperatura lipca u podnóży gór wynosi od +8 °C w Alpach Nadmorskich, do -2 °C w Alpach Austriackich i od +19 °C na północnym skłonie do +24 °C na południu. Temperatura obniża się stopniowo wraz ze wzrostem wysokości.
Najwięcej opadów otrzymują Alpy Zachodnie – do 4000 mm rocznie, Alpy Wschodnie ok. 2500-3000 mm, najniższe opady (poniżej 500 mm) notowane są w wewnętrznych kotlinach Alp Wschodnich. Charakterystycznym zjawiskiem są silne, ciepłe wiatry fenowe. Alpy są obszarem źródłowym wielu rzek Europy Zachodniej. Biorą tu swój początek: Adyga, Pad i większość jego dopływów (m.in.: Ticino, Adda, Oglio), Rodan i jego dopływy (Durance i Isère), Ren i jego dopływ Aare oraz wiele rzek dorzecza Dunaju (m.in.: Lech, Inn, Salzach, Aniza, Raba, Mura, Drawa i Sawa). Szerokie, wychodzące na przedpole Alp doliny wypełniają miejscami rozległe polodowcowe jeziora, m.in.: Genewskie, Czterech Kantonów, Bodeńskie, Garda, Como i Maggiore.

## Fauna
Ssaki:
- kozica północna
- koziorożec alpejski
- zając bielak
- polnik śnieżny
- niedźwiedź brunatny
- świstak alpejski

Ptaki:
- pomurnik
- orzeł przedni
- pardwa
- płochacz halny
- wrończyk
- wieszczek

Płazy:
- salamandra czarna
- salamandra plamista

## Ochrona
Dużo endemicznych gatunków roślin i zwierząt. Stworzono wiele parków narodowych i rezerwatów.

## Podział

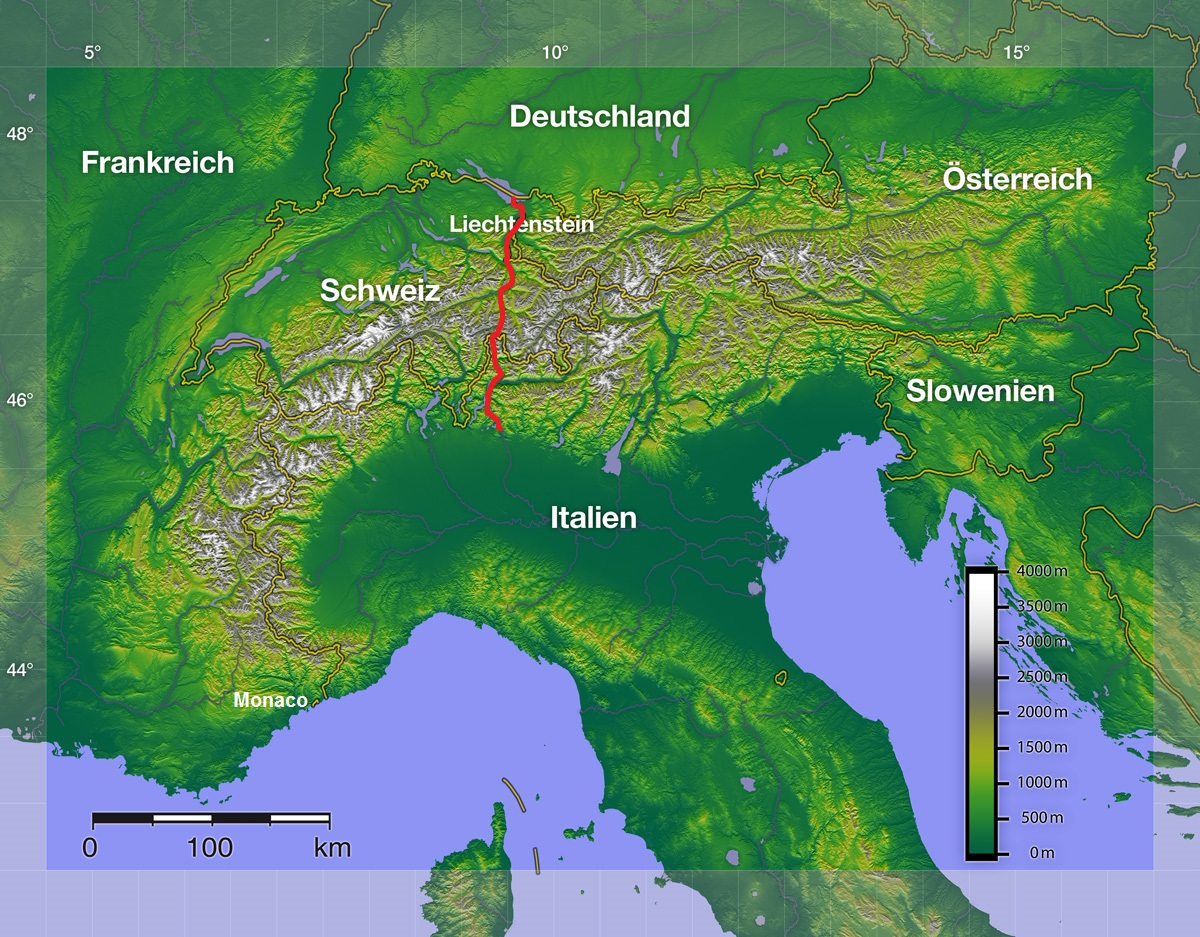
Granica Alp Zachodnich i Wschodnich

### Podział geograficzny
W podstawowym podziale wyróżnia się dwie części: wyższe Alpy Zachodnie oraz niższe Alpy Wschodnie. Granica przebiega obniżeniem Jeziora Bodeńskiego, doliną górnego Renu, przełęczą Splügen i doliną Valle San Giacomo, aż do jeziora Lago di Como.
Tak przyjęty podział na Alpy Wschodnie i Alpy Zachodnie nie jest kwestią arbitralnych ustaleń, lecz posiada istotne uzasadnienie w odmienności geologicznej budowy Alp Wschodnich i Alp Zachodnich.

### Podział geologiczny
Nie uwzględnia całego obszaru Alp.
Ponadto, zwłaszcza w Alpach Wschodnich, na podstawie budowy geologicznej wyróżnia się:
- starsze Alpy Centralne (niem. Zentralalpen) zbudowane ze starych skał metamorficznych (gnejsy, łupki krystaliczne, łupki fyllitowe) pociętych intruzjami granodiorytowymi, tonalitowymi i riolitowymi oraz pokrytych fragmentarycznie mezozoicznymi skałami osadowymi (głównie wapienie),
- młodsze Alpy Wapienne (niem. Kalkalpen) zbudowane z trzeciorzędowych skał osadowych (głównie wapienie i dolomity),
- najmłodsze Prealpy zbudowane z kredowych i trzeciorzędowych skał głównie fliszowych. Spotyka się też skały granitowe.

### Podział na grupy górskie

Partizione delle Alpi.
Kolor czerwony: Alpi Occidentali,
kolor żółty: Alpi Centrali,
kolor niebieski: Alpi Orientali

#### Partizione delle Alpi
- Alpi Occidentali (pol. zachodnie)
- Alpi Centrali (pol. środkowe)
- Alpi Orientali (pol. wschodnie)[d]

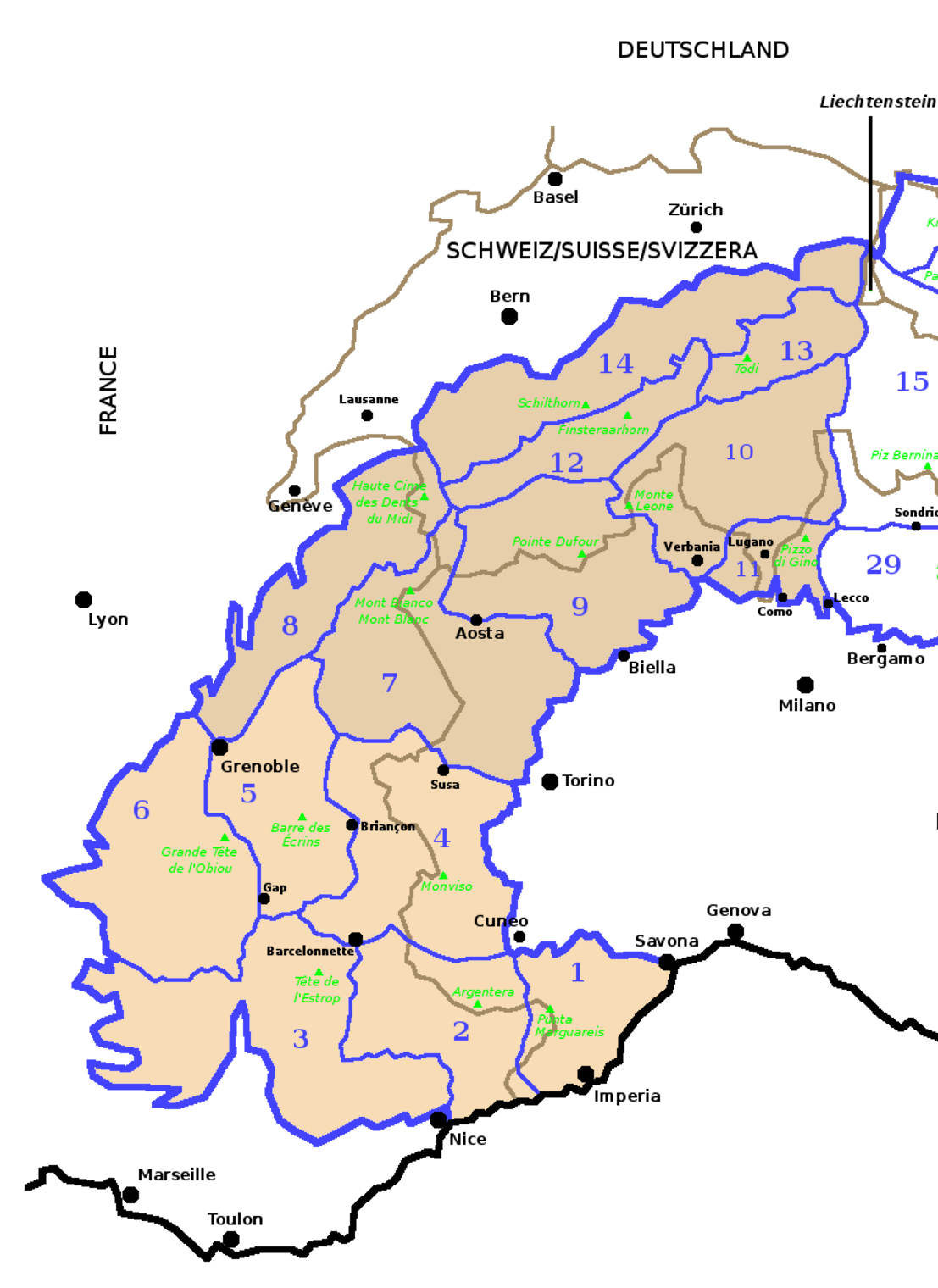
Podział Alp Zachodnich na pasma (według SOIUSA)

#### Podział Alp wedługSOIUSA
- Alpi Occidentali (pol. Alpy Zachodnie)
  - Alpi Sud-occidentali
  - Alpi Nord-occidentali

- Alpi Orientali (Alpy Wschodnie)

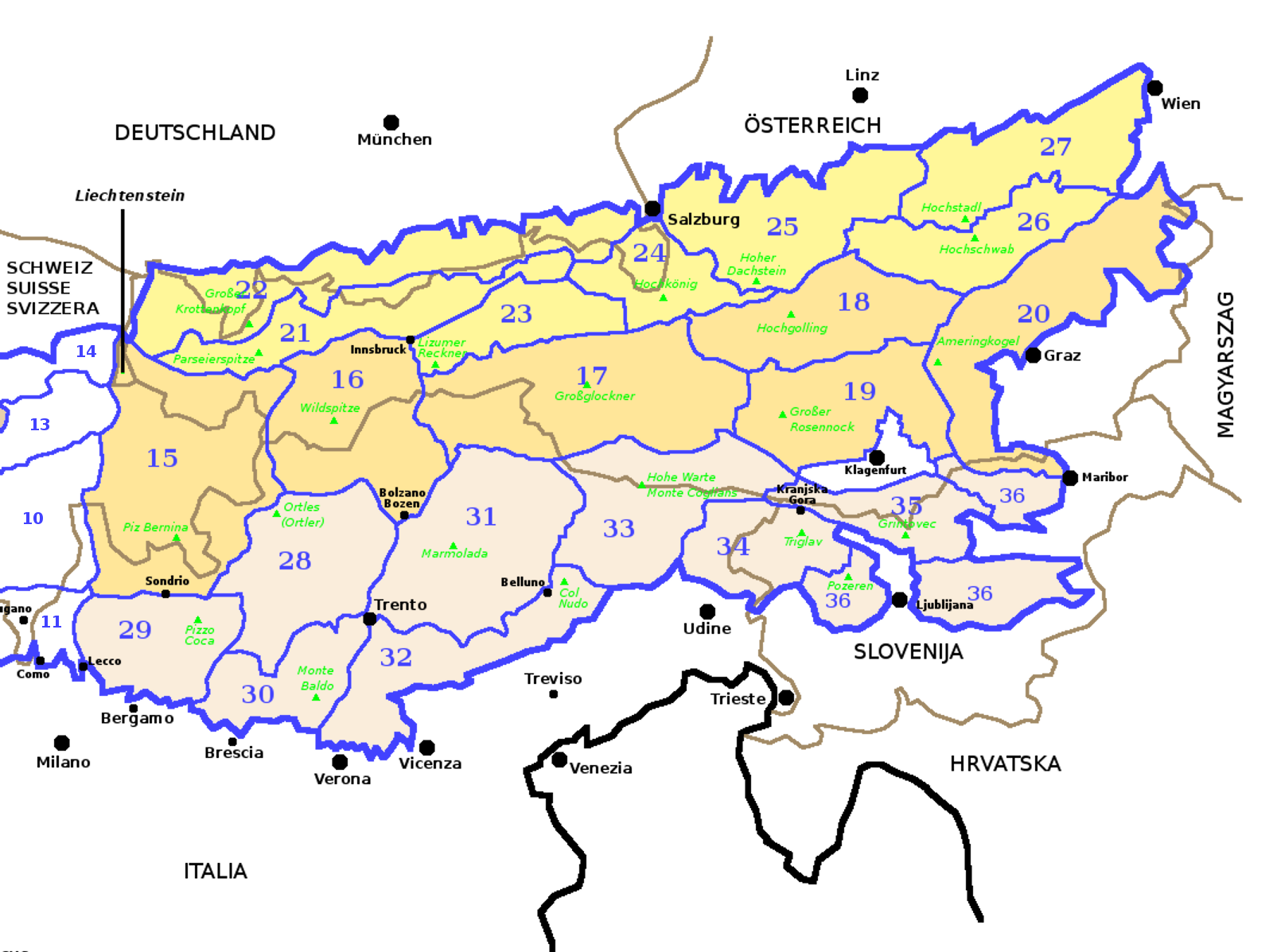
Podział Alp Wschodnich na pasma (według SOIUSA)

  - Alpi Centro-orientali (Alpy Centralne)
  - Alpi Nord-orientali (Północne Alpy Wapienne)
  - Alpi Sud-orientali (Południowe Alpy Wapienne)

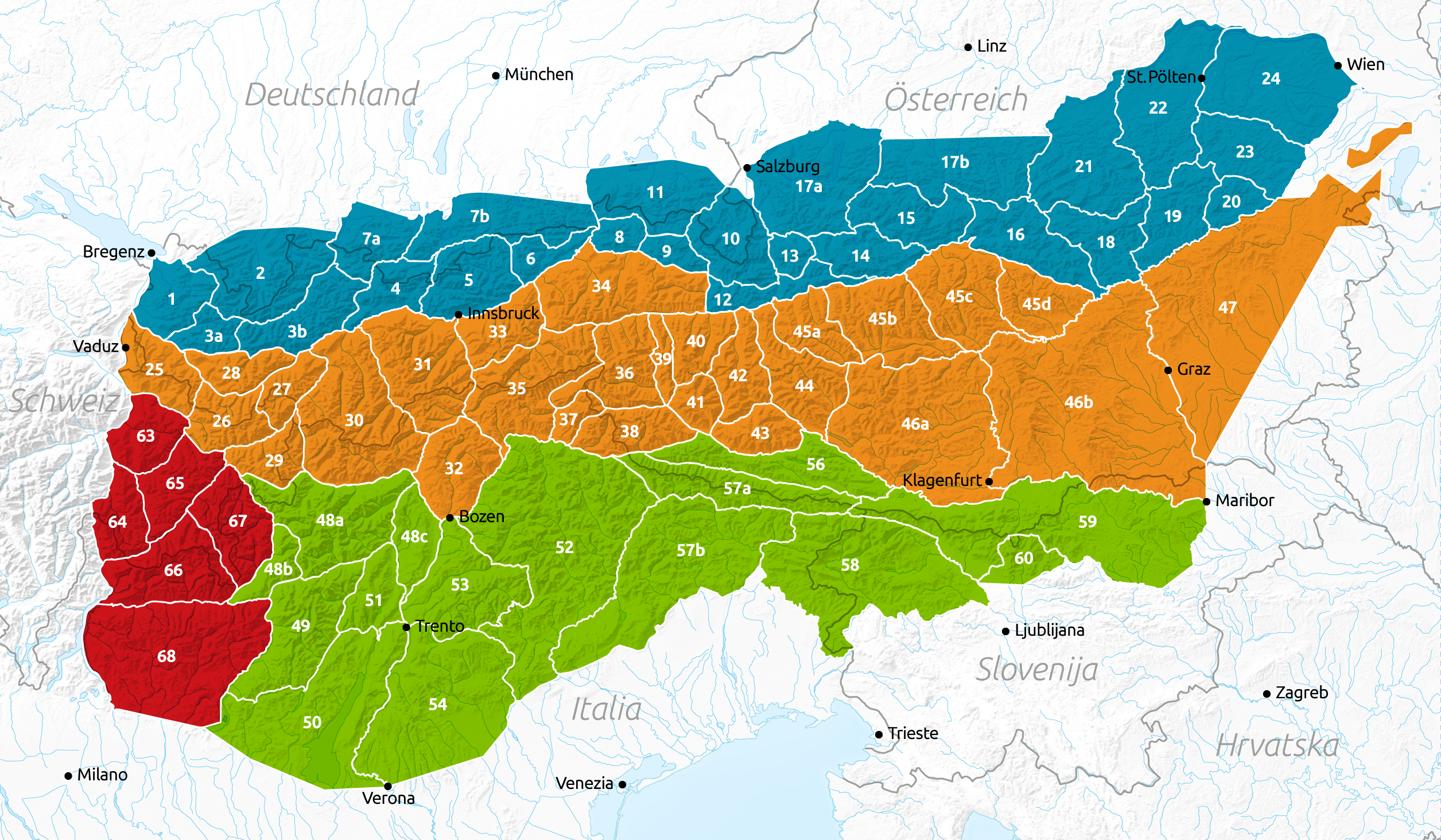
Podział Alp Wschodnich na pasma (według AVE)

#### PodziałAlp WschodnichwedługAVE
Nie uwzględnia całego obszaru Alp.
- Nördliche Ostalpen
- Zentrale Ostalpen
- Südliche Ostalpen
- Westliche Ostalpen

## Szczyty

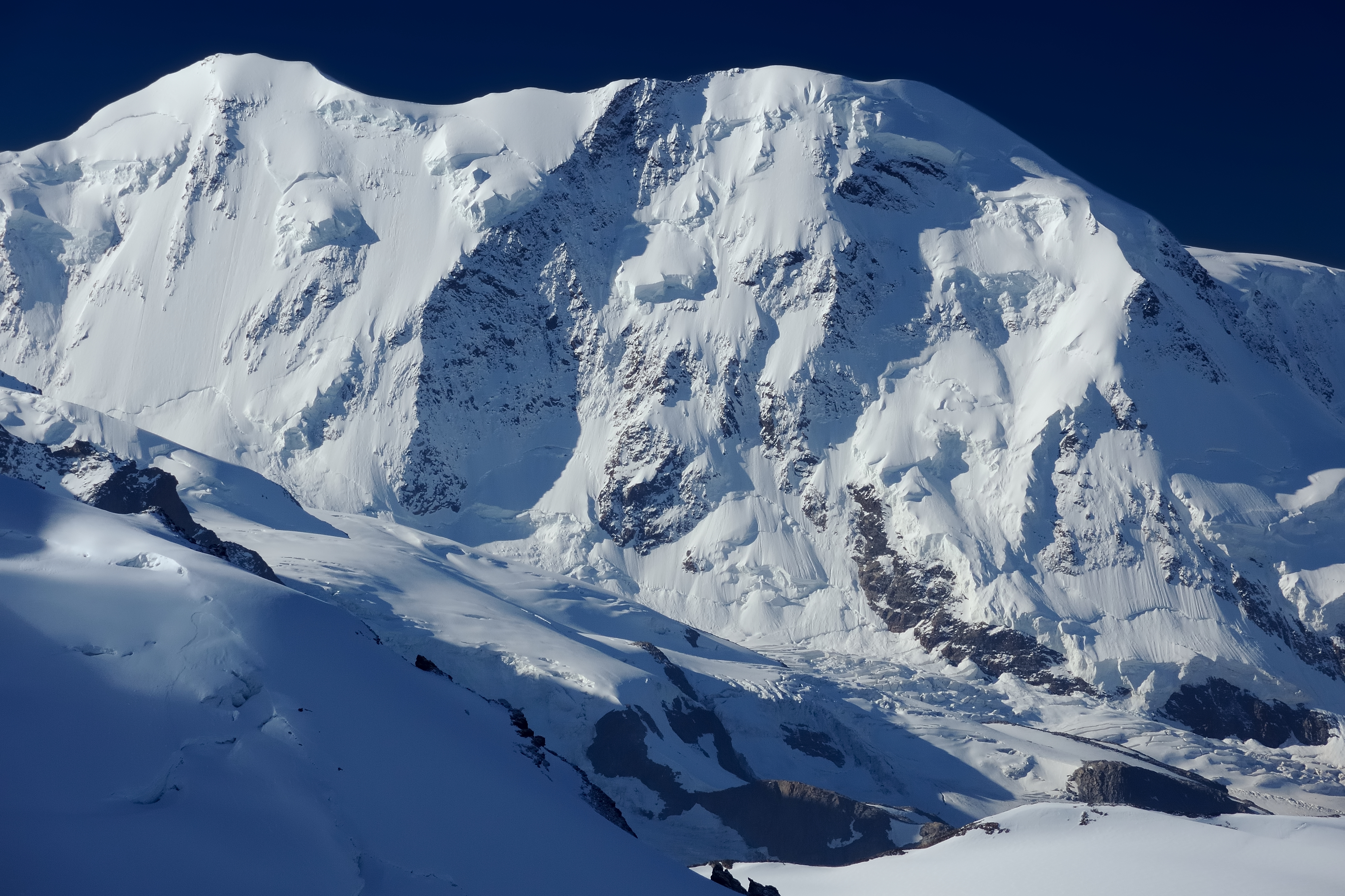
Liskamm – północna ściana

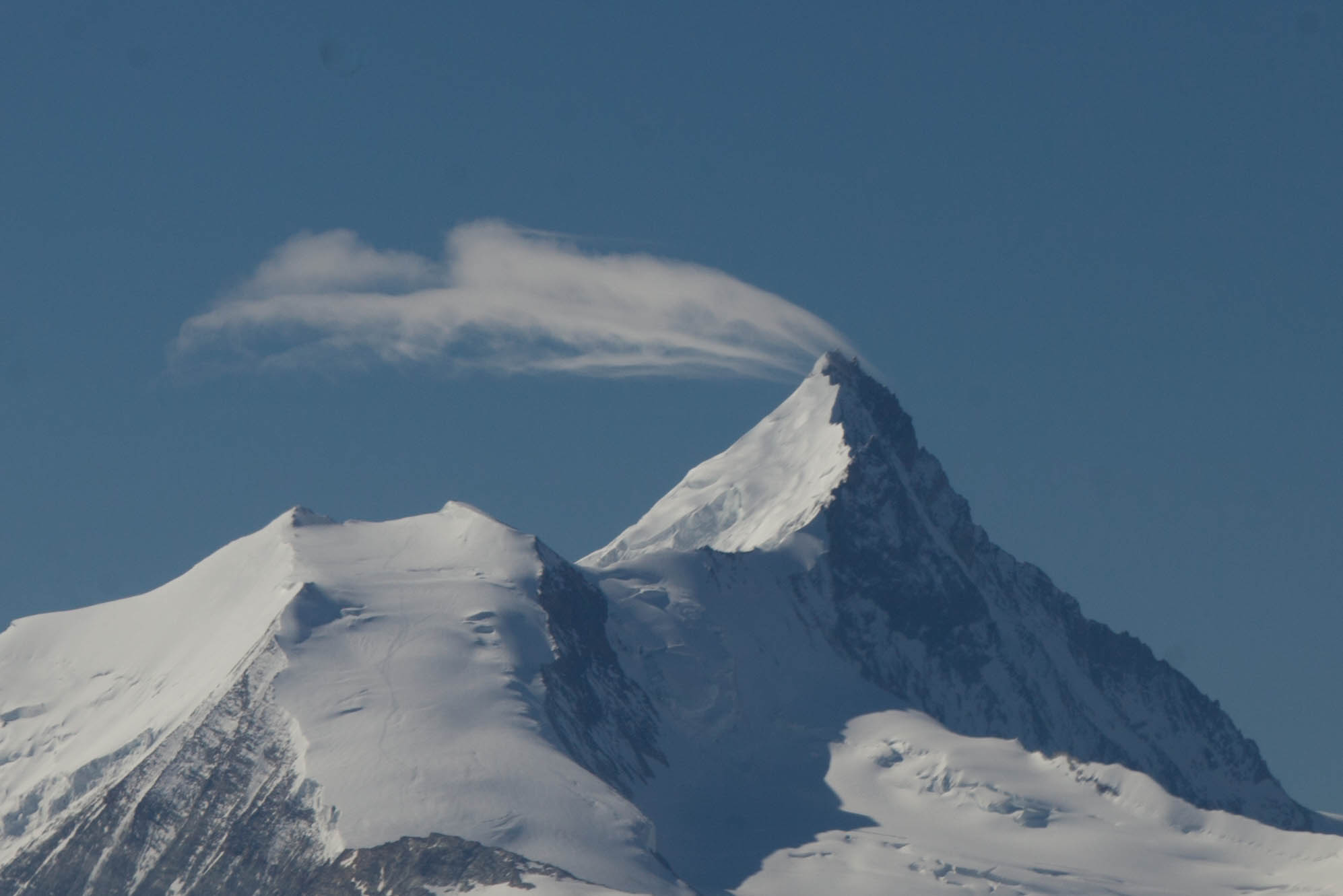
Weisshorn

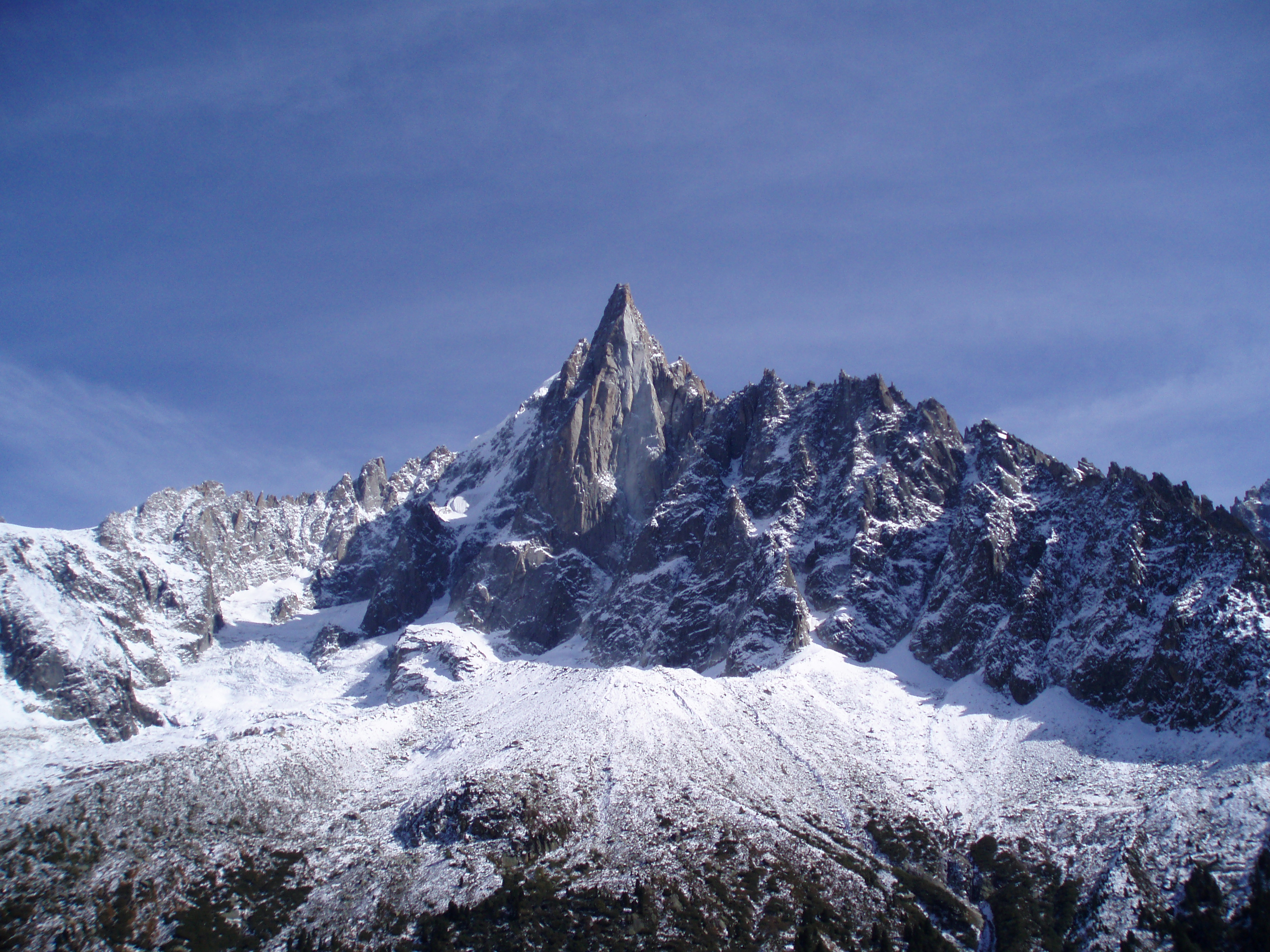
Aiguille du Dru

### Najwyższe
- Mont Blanc – 4808[1] m n.p.m.,
- Mont Blanc de Courmayeur – 4748[1] m n.p.m.,
- Dufourspitze – 4634 m n.p.m.,
- Nordend – 4608[8] m n.p.m.,
- Zumsteinspitze – 4563 m n.p.m.,
- Signalkuppe – 4554 m n.p.m.,
- Dom – 4546[9] m n.p.m.,
- Liskamm – 4532[10] lub 4527 m n.p.m.,
- Weisshorn – 4506 m n.p.m.,
- Täschhorn – 4491 m n.p.m.,
- Matterhorn – 4478 m n.p.m.

W całych Alpach wyróżnia się 82 szczyty o wysokości co najmniej 4000 m n.p.m. W 2008 r. Franco Nicolini i Diego Giovannini zdobyli je wszystkie w ciągu 60 dni. 31 sierpnia 2024 r. 37-letni Katalończyk Kilian Jornet wejściem na Barre des Écrins zakończył nowe, rekordowe wejście na wszystkie alpejskie czterotysięczniki. Dokonał tego w 19 dni, pokonując przy tym odległość ponad 1000 km i ok. 75 000 metrów przewyższeń.

### Najwybitniejsze
- Mont Blanc
- Finsteraarhorn
- Piz Bernina
- Dufourspitze
- Barre des Écrins

### Najbardziej znaczące dla wspinaczki
- Eiger
- Aiguille du Dru
- Grandes Jorasses
- Matterhorn
- Piz Badile
- Tre Cime di Lavaredo
- Les Droites

## Przełęcze

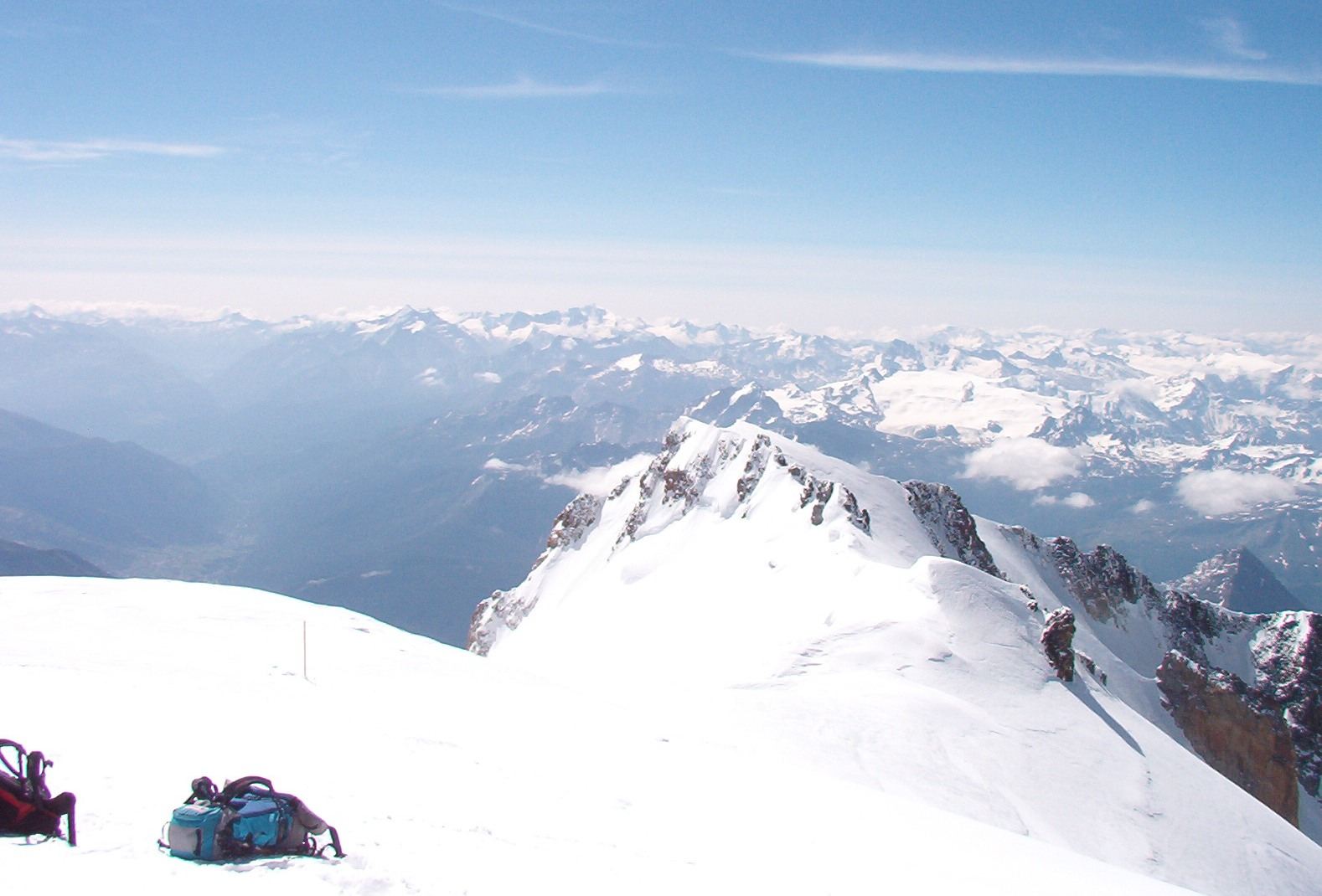
Col Major, Skała Tourette’a (4759 m) i Monte Bianco de Courmayeur widziane z wierzchołka Mont Blanc

- Col Major – 4730 m n.p.m. (najwyższa przełęcz Europy),
- Sesiajoch – 4424 m n.p.m.,
- Col de la Brenva – 4333 m n.p.m.,
- Domjoch – 4286 m n.p.m.,
- Lysjoch – 4277 m n.p.m.,
- Mischabeljoch – 3856 m n.p.m.,
- Alphubel Pass – 3802 m n.p.m.,
- Adler Pass – 3798 m n.p.m.,
- Moming Pass – 3745 m n.p.m.,
- Schwarztor – 3741 m n.p.m.,
- Lauitor – 3700 m n.p.m.